# Quadrangle Hurston
El quadrangle Hurston és un dels 62 quadrangles definits per la cartografia de Venus aprovats per la Unió Astronòmica Internacional.
En els mapes a escala 1 / 5.000.000 (identificat amb el codi V-62) inclou la porció de la superfície de Venus situada en latitud d'entre 75º a 90° S, i longitud entre 0° a 360° E.

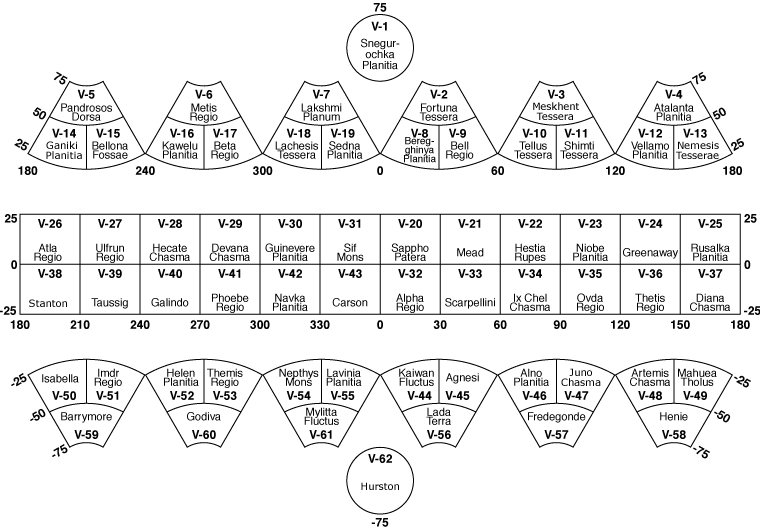
Quadrangles de Venus per a mapes a escala 1/5.000.000

Deu el seu nom al cràter Hurston.